# Vance Bluff
Das Vance Bluff ist ein kleines und vereistes Felsenkliff in der antarktischen Ross Dependency. Es ragt 16 km nördlich des Laird-Plateau aus dem Eisschild des Polarplateaus auf. Im Gegensatz zur steilen Südflanke sind die Nord- und Westseite von Eismassen verdeckt.
Das Advisory Committee on Antarctic Names benannte die Formation im Jahr 1965 nach der USS Vance, einem Geleitzerstörer der United States Navy, der bei der Operation Deep Freeze des Jahres 1962 als Stationsschiff zur Unterstützung der Flüge zwischen Neuseeland und der McMurdo-Station diente.